# Tag des Friedhofs

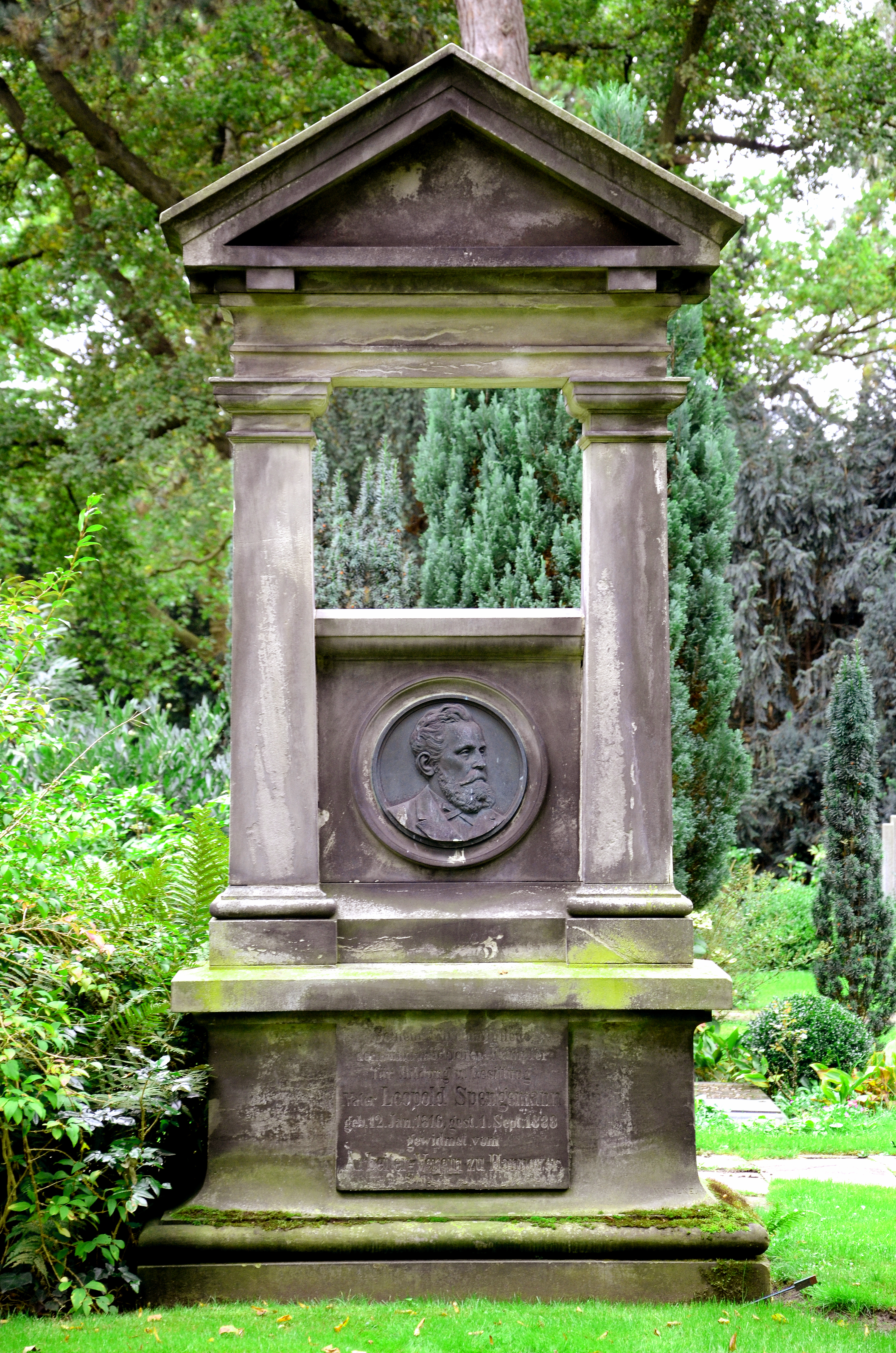
Kulturdenkmal: Ehrengrab für Leopold Spengemann auf dem Stadtfriedhof Stöcken in Hannover;
Foto am Tag des Friedhofs 2014

Am Tag des Friedhofs werden auf zahlreichen Friedhöfen in der Bundesrepublik Deutschland sowie in der Schweiz verschiedene Veranstaltungen angeboten. Ziel der beiden Aktionstage an jedem dritten Wochenende im September (Samstag und Sonntag) ist es, den Besuchern die Bedeutung des jeweiligen Friedhofes sowohl als Ruhestätte als auch als Ort der Trauerbewältigung näher zu bringen. Außerdem soll der Umgang mit Tod und Trauer enttabuisiert werden. Neben der gesellschaftlichen Auseinandersetzung mit der Sepulkralkultur sollen Friedhöfe zudem als Orte kultureller Güter wie auch als „grüne Oasen“ der Gartenkultur und der Erholung bewusster gemacht werden.

## Angebote
In einem breitgefächerten Programm werden beispielsweise Führungen zu historischen Grabstätten und Grabdenkmälern angeboten, Ausstellungen modern gestalteter Mustergräber vorgeführt, Filme und Lesungen dargeboten, Vorträge gehalten und zu Mitmachaktionen eingeladen.
Angeboten werden oftmals zudem Erläuterungen zu den Geschichten der Friedhöfe, aber auch die jeweiligen Grabangebote und Dienstleistungen wie etwa Bildhauerarbeiten oder die Grünpflege dargeboten.

## Geschichte
Der Tag des Friedhofs wurde erstmals im Jahr 2001 in Deutschland veranstaltet. Initiatoren waren der Bund deutscher Friedhofsgärtner (BdF) im Zentralverband Gartenbau gemeinsam mit zahlreichen bundesweit tätigen Friedhofsgärtnern, Steinmetzen, Bestattern und Floristen, aber auch mit etlichen Städten und Kommunen, verschiedenen Religionsgemeinschaften und Vereinen.
Seit 2014 wird der Tag des Friedhofes auch in der Schweiz angeboten. Initiatoren sind die Mitglieder der Vereinigung Schweizerischer Stadtgärtnereien und Gartenbauämter (französisch Union Suisse des Services des Parcs et Promenades).
Im Turnus für jeweils zwei Jahre wird ein Motto vergeben. So stehen die Veranstaltungen für die Jahre 2022 und 2023 unter der Überschrift

„In Gedenken - In Gedanken“